# Young Labour
Young Labour (Giovani Laburisti) è l'organizzazione giovanile del Partito Laburista del Regno Unito, che riunisce i membri del partito di età compresa tra i 15 e i 27 anni.
L'organizzazione è affiliata all'International Union of Socialist Youth al livello internazionale mentre al livello europeo è affiliata alla YES (Young European Socialists).

## Struttura

### Presidenti
- 2009–2011: Sam Tarry
- 2011–2013: Susan Nash[1]
- 2013–2016: Simon Darvill[2][3]
- 2016-2018: Carolina Hill
- 2018–2020: Miriam Mirwitch[4]
- 2020–2022: Jessica Barnard[5]
- 2022–2024: Nabeela Mowlana[6]
- Dal 2024: Jack Lubner[7]

### Gruppi locali
Esistono diversi gruppi Young Labour a livello locale, regionale, nazionale e internazionale, che sostengono l'attività del Partito Laburista nel suo complesso e forniscono contributi allo Young Labour attraverso il suo comitato nazionale.
I gruppi nazionali sono:
- Scottish Young Labour
- Welsh Young Labour
- Young Labour NI
- Young Labour International
- Young Labour Under-19